# Música de Niue

Localització al globus terraqüi d'on es troba l'illa de Niue.

La música de Niue té una llarga història. Niue és una illa de la Polinèsia a l'oceà Pacífic Sud, entre Tonga, Samoa i les illes Cook. Encara que independent, està en lliure associació amb Nova Zelanda.

## Història
A Niue, la cultura i la tradició, també són riques en música. Tanmateix, la majoria de les cançons tradicionals de Niue es canten sense l'ús de cap instrument musical. L'únic instrument que s'utilitza per a les danses molt tradicionals és un tambor de fusta conegut en Niueà com palau o nafa, aquest està fet amb un tronc tallat d'un arbre autòcton d'allà, el selie. L'ús de l'instrument és principalment per donar un ritme a les danses.

### Tame
La dansa típica per celebrar l'obertura d'una nova instal·lació, edifici, aniversari o casament és el tame. El tame consisteix a cantar amb ukeleles, guitarres i, de vegades, un teclat musical. Aquesta música té la funció d'acompanyar un ball que té diferents accions per representar el significat de la cançó. Ambdós gèneres, tant homes com dones, ballen junts el tame. Les dones acostumen a ballar assegudes mentres que els homes ho fan dempeus. De tota manera, això no té res a veure amb l'estatus social, ja que, a la societat de Niue, tant homes com dones tenen el mateix estatus dins de la societat.

### Avui
La modernització, a poc a poc, va arribant a tot arreu i Niue no n'és l'excepció, mentre que es va iniciar a modernitzar la seva música va començar a estar influenciada per altres cultures. Els únics estudis de gravació de l'illa són: Niue Broadcasting Corporation i Manaia Studio. Molts artistes de Niue han arribat al cim, però Pauly Fuemana d'OMC (Otara's Millionaires Club) que és meitat maori i meitat niueà, es va convertir en el primer neozelandès a assolir el primer lloc de les llistes de 12 països amb el seu èxit How Bizarre que va vendre més de 3 milions d'àlbums que el converteix en el artista musical amb més èxit del Pacífic. La família de l'oceà Pacífic amb més èxit amb més de 12 premis musicals de NZ entre ells és la família Fuemana. El músic Che Fu és molt popular, i ha guanyat diversos premis de música de Nova Zelanda, els premis Tui. Per a un país amb uns quants milers d'habitants solament, és un èxit enorme, ja que altres països amb més persones residents que Niue encara no han pogut assolir l'alçada conquerida per alguns dels artistes niueans. Kilakokonut Krew, grup i segell discogràfic, està format pels artistes niueans Vela Manusaute i Glen Jackson. La migració dels niueans a Nova Zelanda també influeix més en la música niueana. Hi ha artistes emergents, com ara MC Kava, que ara canten en estils de música contemporanis com el rap, el hip-hop i el reggae.
Molts artistes niueans han anat decidint produir discos en la llengua de Niue, el niueà. El primer d'aquests en dur-ho a terme fou el grup Fuata Muta qui toca i grava els seus àlbums de música. Des de la interpretació real dels instruments fins a l'enginyeria i la mescla de les cançons en un dels estudis de gravació més grans de Sydney el 1985 i el 1986. També són habituals els cors de l'església. Tanmateix, canten himnes tradicionals sense cap acompanyament instrumental.
Els niueans són persones amb talent que s'han classificat i inclouen Harry Uasi Leki, que era originari del poble de Hakupu, que va formar part d'una banda als anys 60 anomenada «Simple Image», que va tenir 4 èxits destacats, inclosos Bring It on Home, Walk On, Something Happened to Me, Spinning Spinning Spinning, entre moltes altres. Feau Halatau del poble d'Hakupu, va ser membre fundador i bateria d'un grup que va guanyar un premi TVNZ Music als anys 70-80 va ser «The Radars», un grup parcialment cec. Un dels artistes que formava part de Smashproof, un grup de hip-hop de Nova Zelanda va ser Tyree Tautogia, persona d'ascendència i descendència niueana. Tony Fuemana, més conegut pel seu àlias OMC, un fill d'un poble de Niue, Mutalau va ocupar el primer lloc de les llistes de 12 països i va guanyar alguns premis a Nova Zelanda. Che Fu Ness també va encapçalar les llistes i ha guanyat alguns premis a Nova Zelanda. Tony T, també conegut com a Tony Nogotautama del poble de Hakupu, va formar part de la famosa banda Ardijah i D-Faction, que va llançar la popular versió Down in the Boondocks.
S'han publicat tres LP niueans en vinil que es van premsar quan els niueans van viatjar per als Festivals d'Arts del Pacífic Sud a Suva i Rotorua. Molts CD i cintes de casset de Niue s'han fet i dut a terme a Niue, Nova Zelanda i Austràlia, amb el pas del temps.
Victa Talima va llançar una cinta de casset a Sydney, Austràlia. Va debutar el 1997 i s'anomenava Neva. Inclou el seu clàssic remake de culte de l'èxit de Titania Talagi Koe Fisi Siale i força popular entre els niueans del món. Va treure dos DVD, un denominat Vela (2006) i l'altre designat Hihina Mata (2000) amb èxit amesurat i amb diverses melodies populars. Un dels seus cants va ser una de les primeres cançons niueanes a ser vetada a l'emissora de ràdio de Niuean BCN per les seves lletres explícites, aquesta cançó és Tolitoli de l'àlbum Hihina Mata.
L'estudi de gravació que tenia Niue s'anomenava Manaia Studios, que amb el pas del temps ha produït diversos artistes famosos pels niueans que inclouen Tomanogi (Marit i dona Duo Tom i Ligimanogi Misikea, compositor de la popular cançó del partit de Conservació del bosc de Huvalu «Ta Kalali»). Falala Mai Fineone cantada per la Joventut Hakupu. Falala Niue (recull de cançons per al Concurs de Miss Niue de 1999, inclou èxits populars). Alito Mata He Fuata que va ser cantat per Coral Pasisi i Jackson Hekesi, aquesta cançó va ser composta per Miss Fiafia Rex, escrita per Tagaloa Rex Cooper. Bommo & Co (cantant Kimray Vaha). Sionepaea Kumitau (cantant els cants Fano Au He Tau i Haku Loto Paiki. Teuila i Frances (Fakatai a Susana). Malakava Sisters (Daughters of Titania i Matalose Talagi; van interpretar èxits populars Koe Auro Moe Alio i van cantar el clàssic de culte Tama Afine Niue).
Jolly Talima & The Talima Band van reversionar, a l'àlbum Çyclone Heta, Ta Kalali. Jackson Hekesi (J'love) va fer una versió d'aquesta cançó per al seu àlbum Blast from the Past.
El DVD Neva de Napoleon Manetoa & The Lost Liku Lovers, inclou molts èxits coneguts i algunes cançons noves mai escoltades. Inclou els temes Pa pa Seliga, Ko E Kufani, Kua Amanaki i molts més.
Altres grups o artistes de música niueans són Jayjay Poumale, Annette Posimani, Kuma Mo Feke, Mefi Fifita, Malcolm Lakatani, Sheelagh Cooper, James Viliua, Tina Tuibenau, Brad Etuata.